# Your New Favourite Band
Your New Favourite Band je album největších hitů skupiny The Hives, které poskládali ze dvou předešlých desek Veni Vidi Vicious a Barely Legal a EP A.K.A. I-D-I-O-T. Album bylo vydáno za účelem dosažení úspěchů ve Velké Británii a USA.

## Seznam písní
1. "Hate to Say I Told You So" – 3:22
2. "Main Offender"– 2:33
3. "Supply and Demand"– 2:26
4. "Die, All Right!" – 2:45
5. "Untutored Youth" – 1:34
6. "Mad Man" – 2:29
7. "Here We Go Again" – 2:12
8. "A.K.A. I.D.O.T" – 2:11
9. "Automatic Schmuck" – 2:17
10. "Hail Hail Spit N'Drool" – 1:26
11. "The Hives Are Law, You Are Crime" – 2:31